# گیاه تاب‌دار
گیاه تاب‌دار (نام علمی: Genlisea) نام یک سرده از خانواده علف‌انبانیان است.